# 瑟夫赛德 (佛罗里达州)
瑟夫赛德（英語：Surfside），是美国佛罗里达州邁阿密-戴德縣下属的一座城镇。建立于1935年。面积约为2.5平方公里（约合1平方英里）。该镇南面与迈阿密海滩的北滩街区接壤，北面与巴尔港接壤，西面与比斯坎湾接壤，东面与大西洋接壤。它也是南佛罗里达州迈阿密大都会区的一部分。根据2020年美國人口普查，该镇人口为5,689人。
2021年6月24日，瑟夫赛德一座十一层的海滨公寓大楼倒塌。